# Тимановский, Андрей Тихонович
Андре́й Ти́хонович Тимано́вский (1850 — 1908) — юрист, писатель, журналист, действительный статский советник, редактор-издатель «Варшавского дневника».
Родился в небогатой дворянской семье владельца села Ружичево Красносельской волости Александровского уезда Херсонской губернии, впоследствии был владельцем села и 5 десятин земли, относящихся к этому селу. В 1869 году окончил Училище правоведения. Служил в Министерстве юстиции. Занимал должность прокурора Оренбургской губернии. С 1879 года занимал должность товарища председателя Варшавского окружного суда. В 1894 году занимал должность председателя Варшавского окружного суда и был приглашен в числе немногих провинциальных юристов в члены комиссии по пересмотру судебной части. Тимановский один из авторов журнала «Криминалист», где публиковал свои статьи. Является автором многочисленных статей в «Юридическом вестнике» и «Судебной газете»; работал и по обшей журналистике. Состоял в Варшаве корреспондентом «Нового времени». Редактор-издатель «Варшавского дневника». Тимановский написал несколько обширных монографий, связанных с юридическим правом. Умер в Варшаве. Псевдонимы в статьях: А. Т.; А. Т. Т.

## Труды
- Сокращенный сборник : Циркуляр. указы Сената. Решения Сената об ответственности должност. лиц. Циркуляры и инструкции М-ва юст. : 1865—1883 / Сост. тов. пред. А. Тимановский. — Варшава : тип. К. Ковалевского, 1883. — [8], 121 с.;
- Судебные уставы императора Александра Второго с толкованиями, извлеченными из отечественной юридической литературы / Сост. А. Тимановский, тов. пред. Варш. окр. суда, д. чл. Моск. юрид. о-ва. — Москва : тип. А. И. Мамонтова и К°, 1885. — XX, 820 с.;
- Сборник толкований русских юристов к судебным уставам императора Александра Второго : За 25 лет (1866—1891) : Учреждение судебных установлений и Устав уголовного судопроизводства : 2000 тез. / А. Тимановский. — 2-е изд. — Варшава : тип. К. Ковалевского, 1892. — (2), 2, IV, 651 с.;

## Семья
Жена — княжна Гагарина, 5 дочерей (1873, 1874, 1875, 1877 и 1881 г.р.).